# Теория 4P
Теория (концепция) 4P (англ. Marketing mix, комплекс маркетинга) — маркетинговая теория, основанная на четырёх основных «координатах» маркетингового планирования:
- Product — товар или услуга, ассортимент, качество, свойства товара, дизайн и эргономика;
- Price — цена, наценки, скидки;
- Promotion — продвижение, реклама, стимулирование сбыта;
- Place — дистрибуция, месторасположения торговой точки, каналы распределения, персонал продавца[1].

Комплекс маркетинга — набор поддающихся контролю переменных факторов маркетинга, совокупность которых фирма использует в стремлении вызвать желаемую ответную реакцию со стороны целевого рынка.
Считается, что модель 4P включает все необходимые параметры продукта, которые может контролировать и развивать маркетолог для результативного продвижения товара на рынке.
Цель модели — разработать стратегию, которая позволит повысить воспринимаемую ценность товара, а также поможет максимизировать долгосрочную прибыль компании на рынке.
Впервые модель «4P», в своей современной форме была опубликована Э. Дж. Маккарти в 1960. Позднее в популяризацию этого подхода внес существенный вклад Филип Котлер.
В различных ситуациях и отраслях встречаются следующие расширения:
1. Package — упаковка;
2. Purchase — покупка (процесс принятия решения о конкретной покупке и опыт после);
3. People — клиенты (VIP-клиенты, конкретные персоны);
4. Personnel — персонал;
5. Process — процесс, опыт покупателя (например, визит в гипермаркет, требующий много времени);
6. Planning — процесс планирования во времени, без которого все другие условия теряют смысл;
7. Profiting — процесс оценки эффективности маркетинговых мероприятий и их влияния на будущие продажи;
8. Purposes — установка целей для достижения бизнес и маркетинг целей.

На базе этой маркетинговой модели были построены модели:
- Модель 4C;
- Модель 5P: 4P + People — работники, «лидеры мнений», крупные клиенты;
- Модель 6P (5P+I): Модель 5P + Image;
- Модель 7P: (5P и ещё два элемента, которые в большей степени относятся к рынкам B2B и рынкам услуг[4]: process — процесс взаимодействия между потребителем и компанией + physical evidence — физическое подтверждение (окружение), офис компании, обстановка номеров в отеле;
- Модель 12P (1. Product; 2. Price; 3. Place; 4. Promotion; 5. Physical Evidence; 6. People; 7. Process; 8. Public; 9. Packaging; 10. Positioning; 11. Perception; 12. Personal Selling)[5].